# Корредорес (кантон)
Корредорес (исп. Corredores) — кантон в провинции Пунтаренас Коста-Рики.

## География
Находится на юго-востоке провинции. Граничит на востоке с Панамой. Административный центр — Сьюдад-Нейли.

## Округа
Кантон разделён на 4 округа:
1. Корредор
2. Ла-Куэста
3. Каноас
4. Лаурель